# Première circonscription de Semada
La première circonscription de Semada est une des 135 circonscriptions législatives de l'État fédéré Amhara, elle se situe dans la Zone Sud Gonder. Son représentant actuel est Jember Asmamaw Belay.